# Pontifícia Capela Musical Sistina
A Pontifícia Capela Musical Sistina, ou em italiano Cappella Musicale Pontificia Sistina, é um coro constituído por cinquenta cantores, sendo vinte homens adultos e trinta "vozes brancas" (crianças), voltado à música sacra e mantido pelo Vaticano. Atualmente é dirigido pelo maestro Monsenhor Marcos Pavan, nomeado em 2020 pelo Papa Francisco. É o coral mais antigo do mundo, suas origens datam do Século XV.
O termo a cappella, usado para indicar musical vocal sem acompanhamento de outro instrumento, originou-se a partir do nome deste coral.

## História
Desde os séculos V e VI há registros de cantores entre os assistentes do Papa, um dos primeiros Papas do qual se tem registro de uma companhia de cantores entre seus assistentes é o Silvestre I. Tal companhia chamava-se schola cantorum.
Alguns anos depois, o Papa Gregório I instituiu definitivamente a existência da schola como também criou uma companhia similar ligada diretamente à Basílica de São Pedro. Com o passar dos anos, a primeira companhia passou a servir como preparação para a segunda.
Com a mudança do papado de Roma para Avignon, o Papa Inocêncio IV não levou a schola para sua nova abadia, deixando-a em Roma. O Papa Clemente V formou um coro em Avignon com cantores franceses. Com o retorno do papado à Roma, o Papa Gregório X levou a companhia formada em Avignon e mesclou com os cantores italianos.
A partir do ano 1441, não há registro da participação de crianças no coro, sendo assim, as linhas melódicas mais agudas eram executadas por falsetes ou tenores com maior capacidade de agudos.

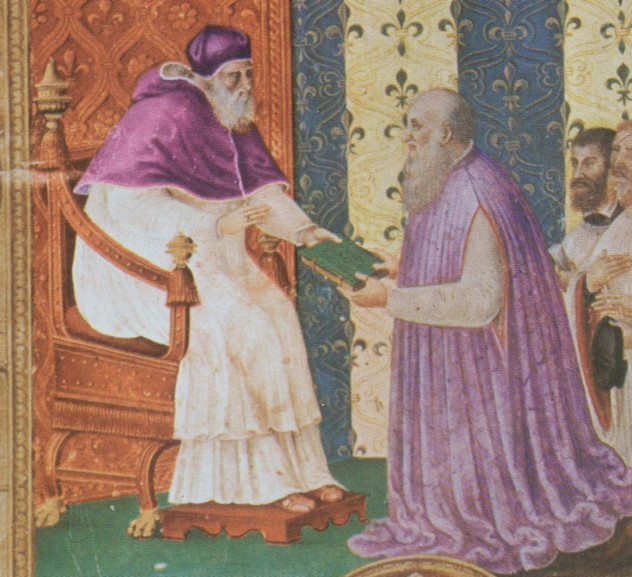
O Maestro e Bispo de Assis, Ludovico Magnasco di Santa Fiora, passa para o Papa Paulo III, a cópia das Constituições da Capela Sistina (1543).

Com a construção da Capela Sistina sob o papado de Sisto IV, o mesmo estabeleceu de vez o coral alterando o nome de schola cantorum para cappella pontificia, que devido à construção do edifício, acabou ficando conhecido por cappella sistina (que em latim significa, coral Sistina).
Em 1483, Sisto IV fixou o número de vinte e quatro cantores para o coro e, em 1545, Papa Sisto V promulgou uma nova bula papal aprovando uma nova constituição para o coro, tal constituição está vigente até os dias atuais.
Na bula Cum pro nostro pastorali munere, de 1589, o papa Sisto V aprovou formalmente o recrutamento de castrati para o coro e em 1599, tem-se o registro dos dois primeiros castrati do coral; Pietro Paolo Folignato e Girolamo Rossini. O último castrato, não só do coral, mas de que se tem registro, foi Alessandro Moreschi (1858 – 1922).
Com a publicação do Motu Proprio Tra le sollecitudini ("entre os cuidados", em italiano) em 22 de Novembro de 1903, o Papa Pio X readmitiu o emprego de crianças, do sexo masculino, para a interpretação de melodias mais agudas, banindo assim, definitivamente, o emprego de castrati no coral e retomando os costumes da época da fundação do coro no século XV. Oficialmente, Moreschi fez parte do coral até 1913, quando se aposentou após trinta anos de serviços prestados ao coral.

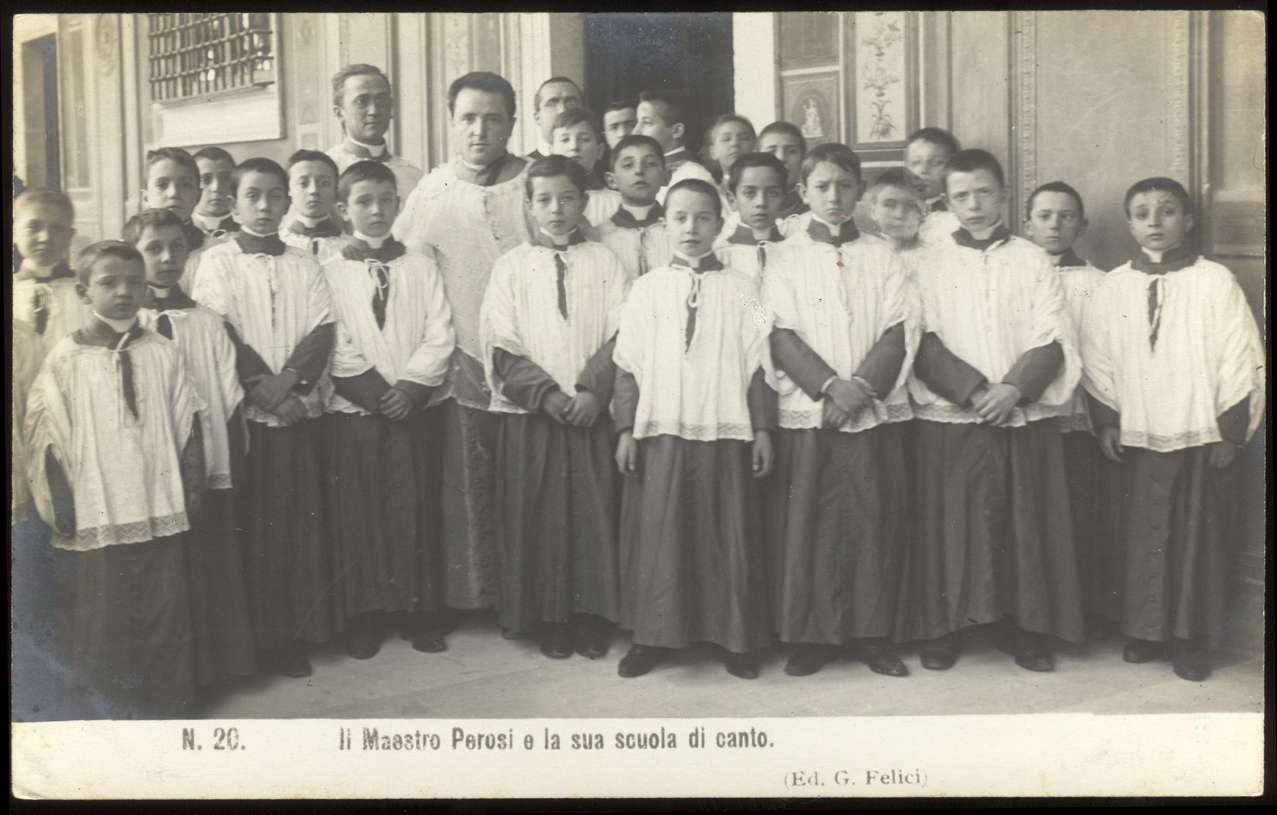
O coral em 1905

Atualmente, após um período de declínio ocorrido na segunda metade do século XX, o coro desenvolve pesquisas e se dedica a gravações de álbuns de seu repertório, bem como turnês mundiais.
Em 2010, o Papa Bento XVI nomeou o Monsenhor Massimo Palombella maestro do coro. Uma das primeiras atitudes deste foi mapear eletronicamente a acústica da Capela Sistina para obter o melhor posicionamento para o coral. Outro ato do maestro Palombella foi resgatar, após minuciosas pesquisas, o autêntica maneira de se cantar a música renascentista. Entre os resultados de tal pesquisa está a versão primígena do Miserere do compositor italiano Gregorio Allegri a partir da partitura original, retirada do Codex de 1661.
Em 2015, o coro obteve autorização do Papa Francisco I para gravações dentro da Capela Sistina. O resultado das gravações foi álbum Cantate Domino, que conta com obras de compositores como Giovanni Pierluigi da Palestrina, Orlando di Lasso e Tomás Luis de Victoria, além de canto gregoriano.
Em 2017, a empresa norte-americana Allen Organ Company doou ao coro um órgão digital, que foi utilizado pela primeira vez na Basílica de São Pedro no dia 24 de dezembro do mesmo ano.

## Admissão
Os testes para admissão no coral são realizados através de provas de canto e percepção musical, além de exame de fonoaudiologia para verificar algum problema de dicção no candidato. As provas são aplicadas em paróquias católicas por toda a Itália.
Após aprovação, o candidato é encaminhado para a Schola Puerorum, onde faz um curso elementar e preparatório para a entrada definitiva no coro.

## Discografia
- Habemus Papam (2014)
- Cantate Domino (2015)
- Palestrina Missa Papae Marcelli / Motets (2016)
- Veni Domine (2017)